# Harold Gordon Skilling
Harold Gordon Skilling (28. února 1912, Toronto, Kanada – 2. března 2001, tamtéž) byl kanadský historik, bohemista a politolog. Za svého života působil jako profesor University of Toronto a zabýval se především moderními dějinami Československa.

## Život
Během studií bohemistiky na University of Toronto se prohloubil jeho zájem o Československo, které poznal už ve třicátých letech za svých archivních studií jako žák R. W. Setona-Watsona, přítele T. G. Masaryka. Velký dojem na mladého historika tehdy udělalo rozloučení prezidenta Masaryka s jeho legionáři na strahovském Masarykově státním stadionu 4. července 1937, jehož se Gordon osobně zúčastnil u příležitosti dvacátých oslav bitvy u Zborova, které zachytil i v úvodu ke své knize o T. G. M.
V řadě prací se vztahem k československé tematice vyniká Skillingovo monumentální dílo z roku 1976 Czechoslovakia's Interrupted Revolution, kniha Charter 77 and Human Rights in Czechoslovakia, vydaná 1981, a T. G. Masaryk: Against the Current, 1882–1914, London 1994 (česky T. G. Masaryk. Proti proudu. Praha: Práh 1995). U příležitosti českého vydání jeho knihy o T. G. Masarykovi uspořádal v Praze autogramiádu, jíž se zúčastnili téměř všichni první signatáři Charty 77 (v knihkupectví Jan Fischer v Kaprově ulici). České vydání Skillingových memoárů vyšlo pod názvem Československo, můj druhý domov (Praha 2001). V témže roce vydal s doslovem Jiřiny Šiklové knihu Matka a dcera Charlotta a Alice Masarykovy.
Od roku 1968 zůstával Skilling po dvě desetiletí ve spojení s významnými osobnostmi hnutí za lidská práva a demokracii v Československu. Upozorňoval světovou veřejnost na tamní situaci. Psal o důsledcích intelektuální, duchovní a morální devastace, do které se země propadala po porážce pražského jara. Pozvedl mnohokrát svůj hlas na obranu těch, kteří byli pronásledováni. Dal podnět k vybudování sbírky československého samizdatu v torontské univerzitní knihovně a sám do ní významně přispíval dokumentací, kterou shromáždil. Zasloužil se o vznik exilového Československého dokumentačního střediska nezávislé literatury (1986) v Německu a stal se v roce 1986 předsedou jeho vědecké rady.
Od svobodných institucí Československa po roce 1989 obdržel H. G. Skilling ocenění v podobě pamětních medailí univerzit a vědeckých společností v Praze a v Bratislavě, čestného doktorátu Karlovy univerzity i (1992) nejvyššího československého státního vyznamenání, Řádu Bílého lva, z rukou Václava Havla.